# منتخب ناميبيا لكرة القدم للسيدات
منتخب ناميبيا الوطني لكرة القدم للسيدات (بالإنجليزية: Namibia women's national football team)‏ هو ممثل ناميبيا الرسمي في المنافسات الدولية في كرة القدم للسيدات، يديريه اتحاد ناميبيا لكرة القدم.